# Championnat d'Asie masculin de basket-ball 2001
Navigation
Japon 1999 Chine 2003
Le championnat d'Asie de basket-ball 2001 est la vingt-et-unième édition du championnat d'Asie des nations. Elle s'est déroulée du 20 au 28 juillet 2001 à Shanghai en Chine.

## Classement final
| Position | Équipe              | Bilan |
| -------- | ------------------- | ----- |
| 1        | Chine               | 8v-0d |
| 2        | Liban               | 5v-3d |
| 3        | Corée du Sud        | 7v-1d |
| 4        | Syrie               | 4v-3d |
| 5        | Qatar               | 4v-3d |
| 6        | Japon               | 2v-4d |
| 7        | Taïwan              | 3v-3d |
| 8        | Inde                | 1v-5d |
| 9        | Ouzbékistan         | 3v-2d |
| 10       | Émirats arabes unis | 3v-3d |
| 11       | Hong Kong           | 3v-3d |
| 12       | Koweït              | 1v-4d |
| 13       | Thaïlande           | 1v-5d |
| 14       | Singapour           | 0v-6d |